# Supercopa de Francia 2024
La Supercopa de Francia 2024 fue la 48.ª edición de la Supercopa de Francia. El partido se disputó en Catar el 5 de enero de 2025 en el Estadio 974 de la ciudad de Doha.
En esta edición, se enfrentaron el Paris Saint-Germain F. C., campeón de la Ligue 1 2023-24 y de la Copa de Francia de 2023-24 contra el subcampeón de la Ligue 1 2023-24, el A. S. Monaco.
El Paris Saint-Germain ganó el partido por 1-0 y consiguió su decimotercer título.

## Selección de la sede
El partido estaba programado para el 8 de agosto de 2024 en Pekín, China, pero el 3 de julio de 2024, fue pospuesto por la LFP.  Sin embargo, el 18 de noviembre de 2024 la, LFP, confirmó que el partido se llevaría a cabo en Doha, Catar, el 5 de enero de 2025. Otros países anfitriones considerados fueron Mónaco y Costa de Marfil. El 12 de diciembre de 2024, se reveló que el lugar sería el Estadio 974.

## Equipos participantes
|   | Equipo              | Vía de clasificación                                          | Participaciones | Última participación      | Mejor desempeño                                                                |
| - | ------------------- | ------------------------------------------------------------- | --------------- | ------------------------- | ------------------------------------------------------------------------------ |
| 1 | Paris Saint-Germain | Campeón de la Ligue 1 2023-24 y de la Copa de Francia 2023-24 | 17              | Supercopa de Francia 2023 | Campeón 1995, 1998, 2013, 2014, 2015, 2016, 2017, 2018, 2019, 2020, 2022, 2023 |
| 2 | A. S. Monaco        | Subcampeón de la Ligue 1 2023-24                              | 7               | Supercopa de Francia 2018 | Campeón 1961, 1985, 1997, 2000                                                 |

## Sede
| Catar                            |             |
| Ciudad                           | Estadio     |
| Doha                             | Estadio 974 |
|                                  |             |
| 44 089 espectadores              |             |
| Final Trophée des champions 2024 |             |

## Partido

### Ficha del partido
| 1          | POR        | Gianluigi Donnarumma |     |
| 2          | DEF        | Achraf Hakimi        |     |
| 5          | DEF        | Marquinhos           |     |
| 51         | DEF        | Willian Pacho        |     |
| 25         | DEF        | Nuno Mendes          |     |
| 33         | MED        | Warren Zaïre-Emery   | 88' |
| 17         | MED        | Vitinha              |     |
| 87         | MED        | João Neves           | 67' |
| 19         | DEL        | Lee Kang-in          | 67' |
| 10         | DEL        | Ousmane Dembélé      |     |
| 14         | DEL        | Désiré Doué          | 72' |
| Entrenador | Entrenador | Luis Enrique         |     |

| 16         | POR        | Philipp Köhn       |     |
| 2          | DEF        | Vanderson          | 86' |
| 22         | DEF        | Mohammed Salisu    |     |
| 5          | DEF        | Thilo Kehrer       |     |
| 12         | DEF        | Caio Henrique      |     |
| 10         | MED        | Aleksandr Golovin  | 72' |
| 6          | MED        | Denis Zakaria      |     |
| 11         | MED        | Maghnes Akliouche  | 86' |
| 18         | MED        | Takumi Minamino    |     |
| 7          | MED        | Eliesse Ben Seghir |     |
| 21         | DEL        | George Ilenikhena  | 72' |
| Entrenador | Entrenador | Adi Hütter         |     |

| 8  | MED | Fabián Ruiz     | 67' |
| 29 | DEL | Bradley Barcola | 67' |
| 9  | DEL | Gonçalo Ramos   | 72' |
| 24 | MED | Senny Mayulu    | 88' |

| 15 | MED | Lamine Camara      | 72' |
| 36 | DEL | Breel Embolo       | 72' |
| 4  | DEF | Jordan Teze        | 86' |
| 88 | DEF | Soungoutou Magassa | 86' |

| Anotado | 90+2' | Ousmane Dembélé | 1–0 |

|  |

|  |
|  |

|  |

| Árbitro             | Willy Delajod       |
| Árbitros asistentes | Erwan Finjean       |
| Árbitros asistentes | Philippe Jeanne     |
| Cuarto árbitro      | Abdelatif Kherradji |

| 1          | POR        | Gianluigi Donnarumma |     |
| 2          | DEF        | Achraf Hakimi        |     |
| 5          | DEF        | Marquinhos           |     |
| 51         | DEF        | Willian Pacho        |     |
| 25         | DEF        | Nuno Mendes          |     |
| 33         | MED        | Warren Zaïre-Emery   | 88' |
| 17         | MED        | Vitinha              |     |
| 87         | MED        | João Neves           | 67' |
| 19         | DEL        | Lee Kang-in          | 67' |
| 10         | DEL        | Ousmane Dembélé      |     |
| 14         | DEL        | Désiré Doué          | 72' |
| Entrenador | Entrenador | Luis Enrique         |     |

| 16         | POR        | Philipp Köhn       |     |
| 2          | DEF        | Vanderson          | 86' |
| 22         | DEF        | Mohammed Salisu    |     |
| 5          | DEF        | Thilo Kehrer       |     |
| 12         | DEF        | Caio Henrique      |     |
| 10         | MED        | Aleksandr Golovin  | 72' |
| 6          | MED        | Denis Zakaria      |     |
| 11         | MED        | Maghnes Akliouche  | 86' |
| 18         | MED        | Takumi Minamino    |     |
| 7          | MED        | Eliesse Ben Seghir |     |
| 21         | DEL        | George Ilenikhena  | 72' |
| Entrenador | Entrenador | Adi Hütter         |     |

| 8  | MED | Fabián Ruiz     | 67' |
| 29 | DEL | Bradley Barcola | 67' |
| 9  | DEL | Gonçalo Ramos   | 72' |
| 24 | MED | Senny Mayulu    | 88' |

| 15 | MED | Lamine Camara      | 72' |
| 36 | DEL | Breel Embolo       | 72' |
| 4  | DEF | Jordan Teze        | 86' |
| 88 | DEF | Soungoutou Magassa | 86' |

| Anotado | 90+2' | Ousmane Dembélé | 1–0 |

|  |

|  |
|  |

|  |

| Árbitro             | Willy Delajod       |
| Árbitros asistentes | Erwan Finjean       |
| Árbitros asistentes | Philippe Jeanne     |
| Cuarto árbitro      | Abdelatif Kherradji |

|                                          |
| Bandera de Francia                       |
| Campeón Paris Saint-Germain 13.er título |